# Kerschdorf, Steuerberg
Kerschdorf je naselje v Občini Steuerberg v Okraju Trg na Koroškem v Avstriji.